# Thermoniphas colorata
Thermoniphas colorata är en fjärilsart som beskrevs av Ungemach 1932. Thermoniphas colorata ingår i släktet Thermoniphas och familjen juvelvingar. Inga underarter finns listade i Catalogue of Life.